# 尼姆爾·尼姆爾
尼姆爾·巴克爾·尼姆爾（1959年6月21日—2016年1月2日），通常被稱為謝赫尼姆爾，曾是一名沙地阿拉伯東部省阿瓦米亚市的伊斯蘭教什葉派謝赫。他批評沙地阿拉伯政府，受年輕人支持，向政府要求在沙地阿拉伯舉行自由選舉。他聲稱在2006年被捕期間被沙地秘密警察毆打。2009年，他批評沙地政府，並建議如果不改善被歧視的沙地什葉派教徒的待遇，東部省便應該獨立。此導致政府對他發出通輯令，最後他和另外35人被拘捕。在2011－2012年沙地阿拉伯抗議期間，尼姆爾呼籲示威者以「語言的轟鳴」而不用暴力抵抗警察，以及預測如果政府的打壓持續，沙地的機關將會被推翻。因此，他被《衛報》視為「在起義中持領導角色」。
2012年7月8日尼姆爾在與警察「交火」後腿部中槍被捕。此後爆發數次示威，而其中兩人Akbar al-Shakhouri和Mohamed al-Felfel被警察的槍火擊斃。尼姆爾開始絕食，身上有被施以酷刑後的痕跡。Asharq人權中心在8月21日對尼姆爾在絕食期間的健康表示關注，呼籲國際的支持及要求允許家人、律師及人權活動人士見尼姆爾。
2014年10月15日，尼姆爾被特別刑事法庭因「尋求『外國干涉』沙地阿拉伯、『不服從』領導人及武裝對付安全部隊」被處死，而他的兄弟穆罕默德·尼姆爾由於在Twitter發佈關於該死刑的資訊被捕。尼姆爾·巴克爾·尼姆爾在2016年1月2日和另外46人一同被處決。他的處決在中東被什葉派信徒以及什葉派國家伊朗譴責，此外亦被反對宗派主義的遜尼派信徒和西方人物譴責。沙地阿拉伯政府並無把他的遺體歸還予家屬，指機關已把所有屍體埋葬。

## 處死
2016年1月2日，沙地阿拉伯內政部宣佈當天被處決的47人中有尼姆爾。

### 街頭示威
在行刑後已有數次示威。在沙地阿拉伯東部省中的蓋提夫地區，人們由尼姆爾家鄉al-Awamiyah遊行至蓋提夫，高叫「打倒沙地（王朝）」口號。1月2日在處決同一天，示威者在伊朗首都德黑蘭的沙地阿拉伯大使館聚集，其中一人對使館投擲自製燃燒彈後著火，示威在當地清晨3時後仍然繼續。伊朗警察以襲擊大使館為由拘捕當中40名示威者。
數百人在巴林首都麥納瑪舉行示威。帶著謝赫尼姆爾的畫像的示威者於巴林村落Abu-Saiba與警察發生衝突。另外數百人於巴林al-Daih和Sitra遊行，高叫反對沙地阿拉伯統治沙特王朝家族和巴林統治遜尼派家族的標語，並叫尼姆爾「我們的烈士」。
數百名群眾闖入仍未工式開啟的沙地阿拉伯駐伊拉克大使館，媒體亦公開了一段沙地阿拉伯巴格達伊館被火箭炮攻擊的片段。
群眾在印度查謨-克什米爾邦首府斯利那加高舉反沙地橫額示威。示威者遊行往聯合國辦公室，被警察截停。類似的示威於卡基爾縣亦有舉行，宗教團體呼籲舉行為期3日的哀悼。
2016年1月5日，印度拉達克有來自列城和卡爾吉爾的佛教、基督教和伊斯蘭教（遜尼及什葉派）團體舉行了燭光集會，表示對人權活動的支持及反對處決尼姆爾。
其它一些地方也发生了和平示威，如伊朗聖地庫姆和馬什哈德、黎巴嫩、巴基斯坦和土耳其。

### 宗教及政治人物之反應
有關各方
- 沙烏地阿拉伯
  - 謝赫尼姆爾的兄弟穆罕默德·尼姆爾指出，處決执行後，沙地境內的民主運動只會規模更大[34]。他形容他兄弟為「謙卑、宗教且生活簡樸的人，这使他對很多年輕人而言有吸引力」，还说處決尼姆爾「會引發（什葉派）青年的憤怒」，但指他希望所有反應行動都和平進行[35]。
  - 沙地阿拉伯认为伊朗在處決执行後发表了「敵對」言論，于是傳召伊朗駐利雅得大使[36]。
  - 沙地阿拉伯以駐伊朗大使館被抗議處決的示威者闖入并縱火為由，與伊朗斷交[37]。

跨國家機構
- 联合国
  - 聯合國秘書長潘基文表達了對尼姆爾被處決的沮喪。聲明亦指出他與沙地阿拉伯領導機關數次提出謝赫尼姆爾的案件[38][39]。
  - 聯合國人權事務高級專員扎伊德親王拉阿德·扎伊德·侯賽因（英语：Zeid Ra’ad al-Hussein）譴責该處決為「令人不安的事態發展」，因為他並未犯下任何在國際法中被定為「最嚴重罪行」的罪。他还补充说死刑只可在遵守预定程序和公平審訊权利（英语：Right to a fair trial）的前提下才可判，且整个過程必須完全透明[40]。
- 欧洲联盟
  - 歐盟外交和安全政策高級代表費德麗卡·墨格里尼譴責該處決，並指「謝赫尼姆爾·尼姆爾的案件引起對言論自由及對基本公民權利和政治權利尊重的嚴重關切」[41]。

其他國家
- - 外交部長（英语：Minister for Foreign Affairs (Australia)）朱莉·畢曉普指澳洲政府「因近期的處決深感不安」[42]。
- 加拿大
  - 加拿大譴責處決[43]。
- 巴林
  - 巴林政府支持處決[35]。
  - 巴林亦和伊朗斷交[44]。
- 中华人民共和国
  - 中华人民共和国外交部发言人华春莹针对伊朗与沙特的紧张关系表示“高度关注事态发展，有关事件可能激化地区矛盾感到担忧，希望有关各方在反恐问题上加强沟通，形成合力”，主张“外交人员和机构的安全及尊严应得到保障。”[45][46]
- 埃及
  - 埃及外交部（英语：Ministry of Foreign Affairs (Egypt)）發言人譴責示威人群襲擊伊朗沙地使館和總領事館[47]。
  - 埃及外交部副部長哈姆迪·洛薩譴責對沙地阿拉伯在本土對沙地公民行使沙地法律以維護國家安全的「威脅」[48]。
  - 埃及外交部發言人指埃及會對於伊朗干預沙地及其他阿拉伯國家的內部事務中站在沙地一方，指因為「眾所週知的原因」和伊朗的外交關係仍會斷絕[49]。
- 法國
  - 法國外交部表示對沙地阿拉伯执行處決一事深感遺憾，並敦促地區領袖採取一切措施避免教派衝突[50][51]。
- 德国
  - 德國外交部發言人對法新社指出，「尼姆爾·巴克爾·尼姆爾的處決強化了我們對該地區緊張局勢的關注」，指死刑是「我們在任何情況下均不會接受的不人道懲罰」[51]。
- 伊朗
  - 最高領袖阿里·哈梅内伊於Twitter指出「覺醒是不能抑制的」[52]，把沙地政府與同樣因执行过大規模人员處決而臭名昭著的伊斯蘭國相比較[35]。哈梅內伊在網站上把沙地阿拉伯劊子手與伊斯蘭國劊子手聖戰約翰放在同一张图中並排展示，標題為「有分別嗎？」[53][54]。他警告沙地政府他們會因為该處決而面臨「上苍的报复」[55]。在處決一天後的講話中，他说尼姆爾「沒有鼓勵人們拿起武器或秘密籌備陰謀。他唯一做的只是公開批評」[56]。
  - 總統哈桑·魯哈尼指沙地阿拉伯對尼姆爾「不伊斯蘭及不人道」的處決是持續利雅得以擴張恐怖主義和極端主義為旨的教派主義政策，指處決侵犯「人權及伊斯蘭教價值觀」[57]。
  - 國會伊斯蘭議會議長阿里·拉里賈尼指處決會在沙地阿拉伯引起「大漩渦」。伊朗國會議員要求外交部把與沙地的外交關係降級[36]。
  - 伊朗外交部召见了沙烏地阿拉伯的代办[58]。外交部发言人侯赛因·贾巴里·安萨里对謝赫尼姆尔的处决评价是“一个除了宣讲自己的政治宗教主张之外一无所有的人显示出了这个国家的轻率和不负责任”[22]。这位发言人称沙特政府“支持恐怖主义和极端主义，同时却用压迫和死刑对待国内的批评”[59]。伊朗外交部长穆罕默德·扎里夫也谴责了这次处决[60]。
  - 伊斯兰革命卫队（IRGC）谴责了这次处决，并将沙特方面的态度和行为与伊斯兰国进行了比较。伊斯兰革命卫队称，“残酷的复仇”将会推翻“这个亲恐怖主义、反伊斯兰的政权”。作为回应，沙特阿拉伯方面也召见了伊朗大使[54]。
  - 伊朗的什叶派和逊尼派高级宗教领袖均谴责了这次处决。什葉派大阿亞圖拉Naser Makarem Shirazi（英语：Naser Makarem Shirazi）指對處決「震驚」，並指沙地政府是「煽動暴亂和叛教思想蔓延的中心」。大阿亞圖拉Lotfollah Safi-Golpaygani（英语：Lotfollah Safi-Golpaygani）指處決「再一次顯示了」沙地政權的「罪惡本質」，且是為該政權的倒台開路。大阿亞圖拉Hossein Noori Hamedani（英语：Hossein Noori Hamedani）呼籲所有什葉派和遜尼派穆斯林對事件作出相應反應。伊朗專家會議成員及星期五祈禱伊瑪目阿亞圖拉Ahmad Khatami（英语：Ahmad Khatami）預計在處決後沙地阿拉伯的統治王室即將下台[59]。阿亞圖拉Abbas Kaabi、Seyed Mohammad Vaez Mousavi（英语：Seyed Mohammad Vaez Mousavi）和Hassan Mamdouhi亦批評處決，指「沙地正在掘自己的墳墓」。庫姆神學院阿亞圖拉Hosseini Bushehri（英语：Hosseini Bushehri）宣佈将会有大量宗教人士及學生在星期日暫停他們的授课日程[61][62]。伊朗專家會議中代表伊朗西南部錫斯坦－俾路支斯坦省的遜尼派人士、伊斯蘭議會遜尼派議員團主席Abed Fattahi以及扎黑丹星期五祈禱帶領者Molawi Abdolhamid Ismailzehi等众多遜尼派教士均譴責處決。伊朗各神學院在沙地德黑蘭大使館前舉行示威，譴責對尼姆爾的處決并高叫「沙地（王朝）去死」的口號[63]。一群伊朗宗教領袖及神學院學生亦在什葉派聖地馬什哈德和庫姆示威[64]。
  - 首都德黑蘭的沙地大使館外有當地人示威[36]。人群襲擊大使館，向大使館投擲石頭和燃燒瓶，同時高叫「沙地（王朝）去死」的口號[50]。配上防暴裝備的伊朗警察（英语：Iranian police）於事件中拘捕40人[53][57]，伊朗外交部呼籲民眾冷靜并尊重外交界線[65]。一天之後數百名伊朗人又在德黑蘭舉行示威[64]，而總統魯哈尼指對大使館的損毀是「絕對不合理的」[50]。在伊朗聖地庫姆亦有示威[36]。
- 伊拉克
  - 伊拉克總理海德爾·阿巴迪指處決會對區域安全造成反效果[35]。
  - 什葉派政黨伊拉克伊斯蘭最高大會（英语：Islamic Supreme Council of Iraq）以及數名其他伊拉克什葉派國會議員譴責處決[66]。
  - 前伊拉克總理努里·馬利基指國人「強烈譴責這些可恨的教派主義做法」并指该「罪行」會类似處決「烈士薩德爾對薩達姆政权的影响一樣」，造成沙地政府的大垮台[28]。
  - 主要宗教及政治人物要求與沙地阿拉伯斷交[54]。
  - 大阿亞圖拉阿里·西斯塔尼指處決是「侵略」[64]。
  - 伊拉克什葉派領袖穆克塔達·薩德爾呼籲在波斯灣阿拉伯國家示威以抗議对尼姆爾的處決[36]。
  - 巴德爾組織領袖Qasim al-Araji指，「此举是開啟了地獄之門的大罪」，要求巴格達「立即」切斷與沙地的外交關係[36]。
  - 伊朗支持的軍事組織正義聯盟（英语：Asa'ib Ahl al-Haq）指控沙地阿拉伯挑起遜尼派與什葉派紛爭，指「在伊拉克有沙地使館有何用處呢？」[36]
  - 真主兵營（英语：Kataib Hezbollah）領導人Abu Mahdi al-Mohandes（英语：Abu Mahdi al-Mohandes）指處決尼姆爾是「在沙特家族的犯罪記錄上再加一條罪名」[36]。
  - 發生和平示威[50]。
- 黎巴嫩
  -  真主黨
    - 真主黨指處決等於暗殺，形容謝赫尼姆爾為靈性導師，經常尋求對話及抵抗不公[67]。
    - 真主黨總書記哈桑·納斯魯拉於電視講話中表示沙地王朝是「叛教思想的來源和跳板」[68]。

  - 黎巴嫩最高什葉派議會指處決尼姆爾是「對理由、溫和及對話的處決」，而且「大錯特錯」[35][36]。
  - 發生了和平示威[50]。
- 巴基斯坦
  - 巴基斯坦穆斯林團結大會譴責處決，指是挑戰全球數百萬穆斯林[27]。
  - 發生了和平示威[50]。
- 巴勒斯坦
  - 解放巴勒斯坦人民陣線遣責處決，指沙地政府「堅持要對教派衝突火上浇油」[63]。
- 菲律賓
  - 外交部呼籲各方「共同努力以緩解教派之間的衝突及促進和解」，以及「尊重和不可侵犯任何國家的外交界線」[69]。
- 俄羅斯
  - 俄羅斯指沙地伊朗兩國斷交並不是「有建設性的一步」[46]。俄羅斯外交部指俄羅斯已準備好為兩國恢復外交關係进行調解[70]。
- 苏丹
  - 蘇丹和伊朗斷交[71]。
- 土耳其
  - 發生和平示威[50]。
- 英国
  - 英國影子外相（英语：Shadow Foreign Secretary）彭浩禮指處決是「深刻錯誤」，并且譴責所有處決[35]。
  - 自由民主黨黨魁蒂姆·法隆指，「我毫無保留地譴責沙地阿拉伯对包括顯赫什葉派教士謝赫尼姆爾·尼姆爾在内的47人的处决行为。死刑是絕對令人厭惡的，而首相應告訴我們的『盟友』死刑是錯誤的。英國必須強調我們的價值觀，并批评像沙地阿拉伯這类持續罪恶且野蠻之刑罰的國家。」[72]
- 美国
  - 美國國務院發言人約翰·柯比呼籲沙地阿拉伯尊重人權并容許和平的持不同政見者[53]。
- 葉門
  - 胡塞指謝赫尼姆爾是「神聖的戰士」，并指沙地的處決是在「模擬審判」後「明目張膽地侵犯人權」[27][36]。

非政府組織
- 人權觀察指處決是「繼續玷污沙地阿拉伯不良的人權紀錄」。該組織中東主任莎拉·莉婭·惠特森（英语：Sarah Leah Whitson）指尼姆爾是在不公平審訊中被定罪，且處決他「只會增加現時的教派不和及動盪」[35]，还称「沙地阿拉伯東部省走向穩定的道路在於結束對什葉派公民的歧視，而並非處決」[36]。
- 國際特赦組織指对謝赫尼姆爾的審訊是政治審訊，十分不公平，而且處決只是用於完成政治目的[73][74]。

## 外部連結
- 謝赫尼姆爾行刑前給母親的信 （页面存档备份，存于）